# Bendigo Spirit
O Bendigo Spirit é um clube profissional de basquetebol feminino australiano sediado em Bendigo, Vitória. A equipe disputa a Women's National Basketball League .

## História
Foi fundado em 2007.